# Tükörboltozat
A tükörboltozat a két irányban görbült boltozatok közé tartozik. Olyan, vízszintes síkkal lemetszett záradékú teknőboltozat, amit egy nagyon lapos kolostorsüveg zár be. Alsó része tehát féldongákból áll, és gyakran fiókok törik át, felső része pedig egy kolostorsüveg: ez a tükör.
Az alsó részt kupás falazással és hátfalazással építik, a tükröt pedig fecskefarkú falazással. Ha a boltozat magassága az átló 1/36-oda, úgy a boltozat egy nagyon lapos kosárív lesz, a tükör pedig egy majdnem vízszintes kolostorsüveg. A fecskefarkú sorok bekötésére a sarkokban nagyobb természetes köveket használnak. A falazáshoz a teljes felületet bezsaluzzák. Ha a sarokvápa érintője nem függőleges, hanem ferde, akkor az egész boltozatot fecskefarkú falazással készítik.
A tükörboltozatban nagyon fontos a kötőanyag szerepe, mivel a középső rész csak akkor tart, ha a boltozat az erőhatásokra egységes egészként reagál – ebből adódóan a tükörboltozat nem terhelhető.
A tükörboltozatot a reneszánsz fejlesztette ki a kolostorboltozatból a nagy felületű festmények elhelyezése érdekében. Nagy terek (termek, lépcsőházak) fölött a tükröt gerendaszerű födémként alakíthatják ki úgy, hogy a padlótól a gerendák vegyék át a terheket. A  természetes felülvilágítás érdekében a tükröt esetenként szabadon hagyják.

## Külső hivatkozások
- oszk.hu: terminológia – PDF, ábrákkal
- BME, Épületszerkezet Tanszék: Boltozatok – PDF, ábrákkal